# Александрув-Дужи
Александрув-Дужи (пол. Aleksandrów Duży) — село в Польщі, у гміні Сенно Ліпського повіту Мазовецького воєводства.
Населення — 174 особи (2011).
У 1975-1998 роках село належало до Радомського воєводства.

## Демографія
Демографічна структура станом на 31 березня 2011 року:
|          | Загалом | Допрацездатний вік | Працездатний вік | Постпрацездатний вік |
| -------- | ------- | ------------------ | ---------------- | -------------------- |
| Чоловіки | 82      | 16                 | 55               | 11                   |
| Жінки    | 92      | 15                 | 47               | 30                   |
| Разом    | 174     | 31                 | 102              | 41                   |